# Servizio ferroviario metropolitano di Minsk
Il servizio ferroviario metropolitano di Minsk (in bielorusso Мінскія гарадскія лініі?, Minskija garadskija linii; in russo Минские городские линии?, Minskie gorodskie linii) è il servizio ferroviario metropolitano che serve la città di Minsk, capitale della Bielorussia, e i suoi dintorni.

## Rete
La rete si compone di tre linee, tutte aventi origine nella stazione centrale di Minsk:
- 1 Minsk-Pasažyrski-Belarus'
- 2 Minsk-Pasažyrski-Rudzensk
- 3 Minsk-Pasažyrski-Smaljavičy